# اقتصاد أستراليا
يُعتبر اقتصاد أستراليا اقتصاد سوق مُتطور للغاية. إذ قُدر الناتج المحلي الإجمالي في عام 2017 بنحو 1.69 تريليون دولار أسترالي. وفي عام 2018 تصدرت أستراليا قائمة الدول التي تتميز بأكبر متوسط ثراء لكل شخص بالغ. وبلغ إجمالي الثروة الأسترالية في يونيو 2016 8.9 تريليون دولار أسترالي. أما في عام 2017، فقد حازت أستراليا على المرتبة الثالثة عشر من حيث الناتج المحلي الإجمالي الاسمي، وعلى المرتبة العشرون من حيث الناتج الإجمالي المحلي المُعدل حسب تعادل القوة الشرائية، والمرتبة الخامسة والعشرون كأكبر دولة مُصدّرة للسلع والبضائع، والمرتبة العشرون كأكبر سوق مستورد للبضائع. حققت أستراليا أيضًا الرقم القياسي عن أطول فترة لنمو الناتج المحلي الإجمالي دون انقطاع في صفوف الدول المُتقدمة في الربع المالي لشهر مارس 2017، وهو الربع الثالث بعد المئة وتميز بمرور 26 عامًا منذ أن شهدت أستراليا ركودًا تقنيًا (ربعان متتاليان من النمو السلبي).
يُسيطر القطاع الخدمي على الاقتصاد الأسترالي، إذ يُمثل 61.1% من الناتج المحلي الإجمالي، ويعمل به ما يقارب من 79.2% من اليد العاملة في 2016. تعتبر المنطقة الشرق أسيوية (بما في ذلك رابطة دول جنوب شرق آسيا وأسيا الشمالية الشرقية) من أهم الوجهات التصديرية، حيث مثلّت حوالي 64% من وجهة الصادرات في عام 2016. أيضًا في عام 2016 حازت أستراليا على ثامن أعلى قيمة إجمالية تقديرية للموارد الطبيعية، بقيمة 19.9 تريليون دولار أمريكي. في ذروة طفرة التعدين ما بين عامي 2009 و2010، بلغت القيمة الإجمالية المُضافة لصناعة التعدين 8.4% من الناتج المحلي الإجمالي. وعلى الرغم من الانخفاض الأخير الذي طرأ على قطاع التعدين، إلا أن الاقتصاد الأسترالي حافظ على مرونته واستقراره ولم يشهد ركودًا منذ يوليو عام 1991.
بالنسبة لبورصة الأوراق المالية الأسترالية في سيدني فهي تُعد في المرتبة السادسة عشر كأكبر بورصة في العالم من حيث رسملة السوق المحلية، وتحوي أكبر سوق لمشتقات أسعار الفائدة في أسيا. وفيما يلي بعض أسماء الشركات الكبرى التي تعمل في أستراليا على سبيل المثال لا الحصر: ويست فارمرز، وولوورث، مجموعة ريو تينتو، شركة بي اتش بي، بنك الكومنولث، بنك أستراليا الوطني، مؤسسة ويستباك، مجموعة أستراليا ونيوزيلاندا المصرفية المحدودة، مجموعة ماكواري، مؤسسة تلسترا المحدودة، وكالتكس أستراليا. أما عن عملة أستراليا ومناطقها فهي الدولار الأسترالي والذي تتشارك فيه مع العديد من دول المحيط الهادئ.
تُعد أستراليا دولة عضو في مُنتدى التعاون الاقتصادي لدول أسيا والمحيط الهادئ (إبيك) وفي مجموعة العشرين وفي منظمة التعاون الاقتصادي والتنمية وأيضًا في منظمة التجارة العالمية. كما أبرمت عدة اتفاقيات للتجارة الحرة مع رابطة دول جنوب شرق أسيا (أسيان)، وأيضًا مع كندا وتشيلي والصين وكوريا الجنوبية وماليزيا ونيوزيلاندا وبيرو واليابان وسنغافورة وتايلند والولايات المتحدة. زادت اتفاقية التجارة الوثيقة بين أستراليا ونيوزيلندا بشكل كبير من التكامل مع الاقتصاد النيوزيلاندي وفي عام 2011 كانت هناك خطة لإنشاء سوق اقتصادية واحدة أسترالية بحلول عام 2015.

## التاريخ

### في القرن العشرين
بلغ مُتوسط معدل نمو الناتج المحلي الإجمالي في أستراليا في الفترة ما بين عامي 1901-2000 نحو 3.4% سنويًا. وعلى النقيض من العديد من دول جنوب شرق أسيا المجاورة، كانت عملية المُضي قدمًا نحو الاستقلال أكثر سلمية نسبيُا وبالتالي لم يكن لها تأثير سلبي على الاقتصاد ومستوى المعيشة. أما عن النمو فقد بلغ ذروته خلال عشرينيات القرن الماضي، وتلاها في الخمسينيات والثمانينيات. على خلاف ذلك، تميزت الفترة في أواخر العقد الأول وأوائل العشرينيات، وفي الثلاثينيات والسبعينيات وأوائل التسعينيات من القرن الماضي بالعديد من الأزمات المالية.

#### التحرر الاقتصادي
منذ بداية ثمانينيات القرن الماضي والفترة التي أعقبتها، شهد الاقتصاد الأسترالي تحررًا متقطعًا. في عام 1983، وفي ظل رئيس الوزراء بوب هوك، الذي كان منساقًا بشكل رئيسي وراء أمين الخزينة بول كيتينغ، عُوم الدولار الأسترالي وأُلغيت القيود المالية.

#### الركود في أوائل التسعينيات
أعقب الركود الذي حصل في أوائل التسعينيات بسرعة يوم الاثنين الأسود في أكتوبر من عام 1987، نتيجةً لانهيار غير مسبوق في حجم الأسهم والذي أسفر بدوره عن انخفاض في مؤشر داو جونز الصناعي بنسبة وصلت حتى 22.6%. إذ عولج هذا الانهيار، الذي كان أكبر من الانهيار الحاصل في بورصة وول ستريت في عام 1929، بفعالية من قِبل الاقتصاد العالمي وبدأت سوق الأوراق المالية بالتعافي سريعًا. لكن في أمريكا الشمالية، واجهت جمعية المدخرات والقروض المتثاقلة هبوطًا حيث نشأ من جراء ذلك أزمة مدخرات وقروض أضرت برفاهية الملايين من سكان الولايات المتحدة الأمريكية. وبالتالي أثر هذا الركود على العديد من البلدان المرتبطة ارتباطًا وثيقًا بالولايات المتحدة، بمن فيها أستراليا. أشار بدوره بول كيتنغ، الشهير في ذلك الوقت كأمين للخزينة، «بأن هذا الركود الاقتصادي كان ولابد على أستراليا أن تتحمله». خلال فترة الركود، انخفض الناتج المحلي الإجمالي بنسبة وصلت حتى 1.7%، والعمالة بنسبة 3.4%، وارتفع مُعدل البطالة إلى 10.8%. ومع ذلك، ساعد هذا الركود في الحد من توقعات معدل التضخم على المدى الطويل وأستراليا بدورها حافظت على بيئة تضخم منخفضة منذ التسعينيات وحتى يومنا هذا.

### التعدين
ساهم قطاع التعدين في رفع معدل النمو الاقتصادي في أستراليا، منذ فترة التهافت على مواطن اكتشاف الذهب في أربعينيات القرن التاسع عشر وحتى يومنا هذا. حيث جذبت الفرص في تحقيق الأرباح الكبيرة في قطاعات الرعي (تربية الحيوانات) والتعدين كميات ضخمة من رأس المال البريطاني، في الوقت الذي كان فيه هذا التوسع مدعومًا بإنفاق حكومي على كل من قطاعات النقل والاتصالات والبنية التحتية الحضرية، والتي كانت تعتمد أيضًا بشكل كبير على التمويل البريطاني. مع هذا التوسع الذي طرأ على الاقتصاد، كان للهجرة واسعة النطاق دورًا أساسيًا في تلبية الطلب المتزايد على العمال، خاصةً بعد الانتهاء من نقل المُدانين إلى البر الرئيسي الشرقي وذلك في عام 1840. ساهمت بدورها عمليات التعدين الأسترالية في ضمان نمو الاقتصاد بشكل مستمر واستفاد الجزء الغربي من أستراليا بنفسه بشدة من عمليات تعدين خام الحديد والذهب من الستينيات وحتى السبعينيات ما أدى إلى انتشار الضواحي وظهور النزعة الاستهلاكية في بيرث، العاصمة والمدينة الأكثر اكتظاظًا بالسكان في أستراليا الغربية فضلًا عن المراكز الإقليمية الأخرى.

### الأزمة المالية العالمية
ساهمت الحزمة التحفيزية التي قدمتها الحكومة الأسترالية والتي تقدر قيمتها (11.8 مليار دولار) في منع الركود.
وتوقع البنك الدولي أن يكون معدل نمو الناتج المحلي الإجمالي الأسترالي في عام 2011 بنحو 3.2% وفي عام 2012 بنحو 3.8%. حيث نما الاقتصاد الأسترالي بنسبة 0.4% في الربع الرابع من عام 2011، وحقق توسعًا بنسبة 1.3% في الربع الأول من عام 2012. وأُعلن عن معدل نمو بنسبة 4.3% على أساس سنوي.
توقع صندوق النقد الدولي في أبريل 2012 بأن يكون الاقتصاد الأسترالي أفضل اقتصاد من ناحية الأداء من بين اقتصادات الدول المُتقدمة في العالم خلال العامين المقبلين، كما توقعت وزارة الخزانة بالحكومة الأسترالية «نُموًا بنسبة 3,0٪ في 2012 وبنسبة 3,5٪ في 2013». خفض بنك أستراليا الوطني في أبريل 2012 توقعاته للنمو الاقتصادي في أستراليا من 3,2٪ إلى 2,9٪، كما خفضت جي بي مورغان في مايو 2012 توقعاتها للنمو في سنة 2012 من نسبة 3.0٪ إلى نسبة 2.7٪، ومن 3.3٪ إلى 3.0٪ بخُصوص 2013. حذر كُل من مصرف دويتشه بنك في أغسطس 2012 وبنك الشركة العامة في أكتوبر 2012، حذرا من وجود خطر حدوث ركود في أستراليا في عام 2013.
بينما نما الاقتصاد الوطني الإجمالي لأستراليا، شهدت بعض الولايات الأسترالية التي لا تعتمد في اقتصادها على قطاع التعدين ركودًا.

### ركود 2020
في سبتمبر 2020، أكدت السلطات على أنه وبسبب تأثيرات جائحة فيروس كورونا، دخل الاقتصاد الأسترالي في حالة ركود لأول مرة مُنذ ما يقرُب من ثلاثين عامًا، حيث انخفض الناتج المحلي الإجمالي للبلاد بنسبة 7 في المائة في الربع الثاني من سنة 2020، بعد انخفاض بنسبة 0.3 في المائة في الربع الأول من نفس السنة. انتهت حالة الركود رسميًا في بداية ديسمبر 2020.

## بيانات
يُوضح الجدول التالي المُؤشرات الاقتصادية الرئيسية للاقتصاد الأسترالي خلال الفترة من 1980 إلى 2019، كما يضُم أيضا تقديرات خُبراء صندوق النقد الدولي للفترة من 2020 إلى 2025. عُلمت السنوات التي عرفت نسبة تضخم أقل من 2٪ باللون الأخضر.
| السنة | الناتج المحلي الإجمالي (بمليون دولار أمريكي، تعادل القوة الشرائية) | الناتج المحلي الإجمالي للفرد (دولار أمريكي، تعادل القوة الشرائية) | نمو الناتج المحلي الإجمالي (الحقيقي) | معدل التضخم (نسبة مئوية) | البطالة (نسبة مئوية) | الدين الحكومي (النسبة المئوية من الناتج المحلي الإجمالي) |
| ----- | ------------------------------------------------------------------ | ----------------------------------------------------------------- | ------------------------------------ | ------------------------ | -------------------- | -------------------------------------------------------- |
| 1980  | 155.5                                                              | 10,506                                                            | ▲2.9%                                | 10.1%                    | 6.1%                 | غير معلوم                                                |
| 1981  | ▲177.2                                                             | ▲11,785                                                           | ▲4.1%                                | 9.5%                     | 5.8%                 | غير معلوم                                                |
| 1982  | ▲188.3                                                             | ▲12,318                                                           | ▲0.1%                                | 11.4%                    | 7.2%                 | غير معلوم                                                |
| 1983  | ▲194.6                                                             | ▲12,578                                                           | ▼−0.5%                               | 10.0%                    | 10.0%                | غير معلوم                                                |
| 1984  | ▲214.6                                                             | ▲13,688                                                           | ▲6.3%                                | 4.0%                     | 9.0%                 | غير معلوم                                                |
| 1985  | ▲233.5                                                             | ▲14,682                                                           | ▲5.5%                                | 4.0%                     | 8.3%                 | غير معلوم                                                |
| 1986  | ▲244.0                                                             | ▲15,118                                                           | ▲2.4%                                | 9.1%                     | 8.1%                 | غير معلوم                                                |
| 1987  | ▲262.3                                                             | ▲15,996                                                           | ▲4.9%                                | 8.5%                     | 8.1%                 | غير معلوم                                                |
| 1988  | ▲283.0                                                             | ▲16,962                                                           | ▲4.3%                                | 7.3%                     | 7.2%                 | غير معلوم                                                |
| 1989  | ▲307.7                                                             | ▲18,170                                                           | ▲4.6%                                | 7.6%                     | 6.1%                 | 17.1%                                                    |
| 1990  | ▲324.1                                                             | ▲18,874                                                           | ▲1.5%                                | 7.2%                     | 6.7%                 | 16.4%                                                    |
| 1991  | ▲331.7                                                             | ▲19,084                                                           | ▼−1.0%                               | 3.3%                     | 9.6%                 | 21.7%                                                    |
| 1992  | ▲347.9                                                             | ▲19,816                                                           | ▲2.6%                                | ▲1.0%                    | 10.7%                | 27.8%                                                    |
| 1993  | ▲370.0                                                             | ▲20,884                                                           | ▲3.9%                                | ▲1.8%                    | 10.9%                | 30.7%                                                    |
| 1994  | ▲396.5                                                             | ▲22,157                                                           | ▲4.9%                                | ▲2.0%                    | 9.7%                 | 31.8%                                                    |
| 1995  | ▲416.3                                                             | ▲22,973                                                           | ▲2.9%                                | 4.6%                     | 8.5%                 | 31.2%                                                    |
| 1996  | ▲441.5                                                             | ▲24,086                                                           | ▲4.2%                                | 2.7%                     | 8.5%                 | 29.4%                                                    |
| 1997  | ▲469.7                                                             | ▲25,374                                                           | ▲4.5%                                | ▲0.2%                    | 8.4%                 | 26.0%                                                    |
| 1998  | ▲497.3                                                             | ▲26,585                                                           | ▲4.7%                                | ▲0.9%                    | 7.7%                 | 23.8%                                                    |
| 1999  | ▲527.0                                                             | ▲27,853                                                           | ▲4.4%                                | ▲1.4%                    | 6.9%                 | 22.6%                                                    |
| 2000  | ▲555.0                                                             | ▲28,998                                                           | ▲3.1%                                | 4.5%                     | 6.3%                 | 19.6%                                                    |
| 2001  | ▲582.0                                                             | ▲30,023                                                           | ▲2.6%                                | 4.4%                     | 6.8%                 | 17.2%                                                    |
| 2002  | ▲615.7                                                             | ▲31,404                                                           | ▲4.2%                                | 3.0%                     | 6.4%                 | 15.0%                                                    |
| 2003  | ▲644.6                                                             | ▲32,510                                                           | ▲2.7%                                | 2.7%                     | 5.9%                 | 13.2%                                                    |
| 2004  | ▲689.2                                                             | ▲34,380                                                           | ▲4.2%                                | 2.3%                     | 5.4%                 | 11.9%                                                    |
| 2005  | ▲732.2                                                             | ▲36,047                                                           | ▲2.9%                                | 2.7%                     | 5.0%                 | 10.9%                                                    |
| 2006  | ▲774.8                                                             | ▲37,559                                                           | ▲2.8%                                | 3.6%                     | 4.8%                 | 10.0%                                                    |
| 2007  | ▲830.8                                                             | ▲39,531                                                           | ▲4.3%                                | 2.4%                     | 4.4%                 | 9.7%                                                     |
| 2008  | ▲869.5                                                             | ▲40,490                                                           | ▲2.7%                                | 4.3%                     | 6.2%                 | 11.8%                                                    |
| 2009  | ▲892.6                                                             | ▲40,824                                                           | ▲1.8%                                | ▲1.8%                    | 5.6%                 | 16.7%                                                    |
| 2010  | ▲924.4                                                             | ▲41,689                                                           | ▲2.4%                                | 2.9%                     | 5.2%                 | 20.4%                                                    |
| 2011  | ▲970.5                                                             | ▲43,090                                                           | ▲2.7%                                | 3.3%                     | 5.1%                 | 24.1%                                                    |
| 2012  | ▲983.7                                                             | ▼42,905                                                           | ▲3.9%                                | ▲1.7%                    | 5.2%                 | 27.5%                                                    |
| 2013  | ▲1,083.5                                                           | ▲46,506                                                           | ▲2.1%                                | 2.5%                     | 5.7%                 | 30.5%                                                    |
| 2014  | ▲1,111.5                                                           | ▲47,018                                                           | ▲2.6%                                | 2.5%                     | 6.1%                 | 34.0%                                                    |
| 2015  | ▲1,113.0                                                           | ▼46,407                                                           | ▲2.5%                                | ▲1.5%                    | 6.1%                 | 37.7%                                                    |
| 2016  | ▲1,174.4                                                           | ▲48,152                                                           | ▲2.8%                                | ▲1.3%                    | 5.7%                 | 40.5%                                                    |
| 2017  | ▲1,233.6                                                           | ▲49,796                                                           | ▲2.4%                                | ▲2.0%                    | 5.6%                 | 41.2%                                                    |
| 2018  | ▲1,298.2                                                           | ▲51,571                                                           | ▲2.8%                                | ▲1.9%                    | 5.3%                 | 41.7%                                                    |
| 2019  | ▲1,345.7                                                           | ▲52,726                                                           | ▲1.8%                                | ▲1.6%                    | 5.2%                 | 46.3%                                                    |
| 2020  | ▼1,307.9                                                           | ▼50,845                                                           | ▼-4.2%                               | ▲0.7%                    | 6.9%                 | 60.4%                                                    |
| 2021  | ▲1,376.3                                                           | ▲53,189                                                           | ▲3.0%                                | ▲1.3%                    | 7.7%                 | 70.2%                                                    |
| 2022  | ▲1,440.1                                                           | ▲55,135                                                           | ▲2.8%                                | ▲1.5%                    | 6.7%                 | 74.4%                                                    |
| 2023  | ▲1,504.0                                                           | ▲56,819                                                           | ▲2.6%                                | ▲1.9%                    | 6.0%                 | 75.0%                                                    |
| 2024  | ▲1,572.7                                                           | ▲58,601                                                           | ▲2.6%                                | 2.2%                     | 5.6%                 | 73.6%                                                    |
| 2025  | ▲1,644.2                                                           | ▲60,427                                                           | ▲2.5%                                | 2.4%                     | 5.4%                 | 71.0%                                                    |

## نظرة عامة

النسبة المئوية للنمو السنوي في نصيب الفرد من الناتج المحلي الإجمالي الحقيقي مُنذ عام 1961

مُعدل التضخم السنوي في أستراليا (النسبة المئوية للتغير في مؤشر أسعار المستهلك) منذ عام 1949.

يُعد نصيب الفرد من الناتج المحلي الإجمالي من حيث تعادل القُوة الشرائية في أستراليا أعلى من مثيله في دُول مثل المملكة المتحدة وكندا وألمانيا وفرنسا. تحتل أستراليا المرتبة 18 عالميا من حيث نصيب الفرد من الناتج المحلي الإجمالي، وذلك حسب كتاب حقائق العالم لسنة 2016. احتلت أستراليا المرتبة الثانية في مُؤشر الأمم المتحدة للتنمية البشرية لسنة 2016، والمرتبة السادسة في مُؤشر جودة الحياة العالمي لسنة 2005 الذي تُصدره مجلة ذي إيكونوميست. في سنة 2014، وباستخدام أسعار الصرف الثابتة، نمت ثروة أستراليا بعد الأزمة المالية لسنتي 2007 و2008 بمُعدل 4.4٪ سنويًا في المُتوسط، مُقارنة بمُعدل 9.2٪ خلال الفترة ما بين 2000 و2007.  يُعد "AAA" التصنيف الائتماني السيادي لأستراليا لجميع وكالات التصنيف الرئيسية الثلاث، وهو أعلى من تصنيف الولايات المتحدة الأمريكية مثلا.
أدى التركيز على تصدير السلع بدلاً من المواد المُصنعة إلى زيادة كبيرة في مُعدلات التبادل التجاري في أستراليا، وذلك مُنذ ارتفاع أسعار السلع الأساسية سنة 2000. إلا أنه وبالرغم من ذلك، فإن الكثير من الشركات العاملة في أستراليا هي شركات مملوكة لرجال أعمال أجانب، ونتيجة لذلك، عانت أستراليا من عجز مُستمر في الحساب الجاري لأكثر من 60 عامًا. بلغ عجز الحساب الجاري 44.5  مليار دولار أسترالي في سنة 2016، أي ما يُمثل نسبة 2.6٪ من الناتج المحلي الإجمالي.
تراوحت مُعدلات التضخم في أستراليا بين نسبتي 2 و3٪، بينما كان مُعدل النقد قبل الأزمة المالية العالمية يتراوح عادة بين 5 و7٪. مع ذلك، وبعد نهاية فترة الطفرة الاقتصادية التي عرفها قطاع التعدين، انخفض مُعدل النقد مؤخرًا بشكل مُطرد، حيث انخفض من 4,75٪ في أكتوبر 2011 إلى 1,5٪ في أغسطس 2016، ثم إلى 1,25٪ في يونيو 2019، وإلى 1,0٪ في يوليو 2019. يُشكل قطاع الخدمات في الاقتصاد الأسترالي نسبة 69٪ من الناتج المحلي الإجمالي، وذلك باحتساب قطاعات السياحة والتعليم والخدمات المالية ضمن قطاع الخدمات.
تُعتبر أستراليا دولة غنية من حيث الموارد الطبيعية، وهي مُصدر رئيسي للمُنتجات الزراعية خاصة القمح والصوف، والمعادن مثل خام الحديد والذهب، والطاقة مثل الغاز الطبيعي المُسال والفحم. على الرغم من أن الزراعة والموارد الطبيعية لا تُشكل سوى 3٪ و5٪ من الناتج المحلي الإجمالي على التوالي، إلا أن هذين القطاعين يُشكلان مُكونا مُهما ضمن قائمة الصادرات الأسترالية. تُعد دول اليابان والصين وكوريا الجنوبية والهند والولايات المتحدة أكبر أسواق التصدير الأسترالية.
في مطلع القرن الحالي، شهدت أستراليا طفرة كبيرة في قطاع التعدين، حيث نمت مُساهمة هذا القطاع في إجمالي الناتج المحلي من حوالي 4.5٪ في 1993-1994، إلى ما يقرُب من 8٪ في 2006-2007. كما نما قطاع الخدمات أيضا بشكل كبير، حيث نمت خدمات العقارات والأعمال بشكل خاص من 10٪ إلى 14,5٪ من الناتج المحلي الإجمالي خلال نفس الفترة، مما جعل هذا القطاع أكبر مُكون مُنفرد من الناتج المحلي الإجمالي (من ناحية القطاعات). أتى هذا النمو إلى حد كبير على حساب قطاع التصنيع، حيث أن هذا الأخير كان يُمثل في 2006-2007 حوالي 12٪ من الناتج المحلي الإجمالي. قبل عقد من الزمان، كان قطاع التصنيع أكبر قطاع في الاقتصاد، حيث كان يُمثل ما يزيد قليلاً عن 15٪ من الناتج المحلي الإجمالي.

### الفوارق الجهوية
بين عامي 2010 و2013، أتى جزء كبير من النمو الاقتصادي في أستراليا من مناطق من البلاد حيث توجد الصناعات والخدمات القائمة على التعدين والموارد الطبيعية. تُعد ولايتا غرب أستراليا والإقليم الشمالي الولايتين الوحيدتين اللتين تعرفان نُموا اقتصاديا في أستراليا. خلال عامي 2012 و2013، شهدت كُل من منطقة العاصمة الأسترالية وكوينزلاند وتسمانيا وجنوب أستراليا ونيو ساوث ويلز وفيكتوريا فترات ركود في أوقات مختلفة. يتميز الاقتصاد الأسترالي بأنه «اقتصاد ذو سرعتين». شهدت فيكتوريا ركودًا خلال الفترة من يونيو 2012 إلى مارس 2013. في 2012، ألغت حكومة ولاية فيكتوريا [الإنجليزية] 10٪ من جميع الوظائف في الخدمة العامة. شهدت الفترة منذ ذلك الحين تغير منحى النمو الاقتصادي في الولايات الأسترالية، حيث عرفت منطقتا غرب أستراليا والإقليم الشمالي، واللتان تعتمدان بشكل كبير على قطاع التعدين، عرفتا انخفاضًا كبيرًا في الناتج المحلي الإجمالي، بينما عادت الولايات الشرقية إلى النمو، خُصوصا نيو ساوث ويلز وفيكتوريا.

## التوظيف

معدلات البطالة في أستراليا منذ عام 1978

عدد الوظائف الشاغرة (بالآلاف) منذ عام 1979

وفقًا لتقديرات مكتب الإحصاءات الأسترالي (ABS) المُعدلة موسمياً، فقد انخفض مُعدل البطالة بمقدار 0,2 نقطة ليصل إلى 6,8٪ في نوفمبر 2020، بينما ارتفع مُعدل مُشاركة اليد العاملة بمقدار 0,3 نقطة ليصل إلى 66,1٪. ارتفع مُعدل مُشاركة اليد العاملة للفئة العمرية من 15 إلى 24 سنة بمقدار 1,5 نقطة ليصل إلى 69,7٪ بينما ظل مُعدل البطالة لهذه الفئة ثابتًا عند 15,6٪. وفقا لمكتب الإحصاءات الأسترالي دائما، انخفض مُعدل البطالة المُقنعة في نوفمبر 2020 بمقدار 1,0 نقطة ليصل إلى 9,4٪، في حين انخفض مُعدل قلة الاستخدام (بالإنجليزية: Underutilisation)‏ (نسبة البطالة العادية بالإضافة إلى نسبة البطالة المُقنعة)  بمقدار 1,2 نقطة ليصل إلى 16,2٪.
وفقًا لأبحاث روي مورغان [الإنجليزية]، بلغت نسبة البطالة في أستراليا في أبريل 2019 مقدار 8,9٪، بينما قُدر عدد العُمال الأستراليين الذين هُم إما عاطلون عن العمل أو في بطالة مُقنعة في نفس الشهر بنسبة 17,7٪، أي حوالي 2,381 مليونا شخص. يعمل حوالي 4,219 مليون شخص في أستراليا بدوام جزئي.
في عام 2007، تسجل ما مجموعه 228.621 شخصا في برنامج (بالإنجليزية: Newstart unemployment allowance)‏، وقد ارتفع هذا الرقم في مارس 2013 إلى 646.414 شخصا، وهُو العدد الذي يُمثل 5,3٪ من إجمالي اليد العاملة. في ديسمبر 2018، بلغ عدد المُستفيدين من برنامج نيوستارت 722.923 شخصا، بما يُمثل نسبة 5,4٪ من إجمالي اليد العاملة.
أصبحت دقة أرقام البطالة الرسمية موضع تساؤل في وسائل الإعلام الأسترالية، وذلك بسبب التناقضات والاختلافات الموجودة بين الأساليب والطرق التي تتبعُها هيئتا الإحصاء الأسترالية، سواء روي مورغان أو مكتب الإحصاءات الأسترالي، وأيضا لوجود اختلاف بين الهيئتين حول تعريف مُصطلح «عاطل عن العمل»، حيث يعتبر مكتب الإحصاءات الأسترالي الأشخاص في بطالة مُقنعة على أنهم «أشخاص عاملون».
في نوفمبر 2020، وُظفت اليد العاملة الأسترالية في الصناعات التالية:
| الترتيب | الصناعة                                 | عدد المُوظفين (بالآلاف) | النسبة المئوية من العدد الإجمالي لليد العاملة |
| ------- | --------------------------------------- | ---------------------- | --------------------------------------------- |
| 1       | الرعاية الصحية والمساعدة الاجتماعية     | 1753.6                 | 13.6٪                                         |
| 2       | تجارة التجزئة                           | 1287.7                 | 10.0٪                                         |
| 3       | الخدمات المهنية والعلمية والتقنية       | 1194.2                 | 9.3٪                                          |
| 4       | أعمال البناء                            | 1183.2                 | 9.3٪                                          |
| 5       | التعليم والتدريب                        | 1094.4                 | 8.5٪                                          |
| 6       | الإدارة العامة والسلامة                 | 880.5                  | 6.8٪                                          |
| 7       | التصنيع                                 | 848.1                  | 6.6٪                                          |
| 8       | خدمات الإقامة والطعام                   | 831.9                  | 6.4٪                                          |
| 9       | النقل والبريد والتخزين                  | 647.1                  | 5.0٪                                          |
| 10      | الخدمات المالية والتأمينية              | 490.0                  | 3.8٪                                          |
| 11      | الخدمات الإدارية والدعم                 | 450.5                  | 3.5٪                                          |
| 12      | تجارة الجملة                            | 372.6                  | 2.9٪                                          |
| 13      | الزراعة والغابات وصيد الأسماك           | 345.1                  | 2.7٪                                          |
| 14      | التعدين                                 | 261.9                  | 2.0٪                                          |
| 15      | خدمات الفنون والترفيه                   | 235.6                  | 1.8٪                                          |
| 16      | خدمات التأجير والتوظيف والعقارات        | 209.1                  | 1.6٪                                          |
| 17      | وسائل الإعلام والاتصالات                | 195.5                  | 1.5٪                                          |
| 18      | خدمات الكهرباء والغاز والمياه والنفايات | 153.0                  | 1.2٪                                          |
|         | مجموع اليد العاملة                      | 12906.8                | 100.0٪                                        |

### توظيف الخريجين حديثا
وفقًا لمسح أجرته مؤسسة (بالإنجليزية: Graduate Careers Australia)‏، فإن توظيف الخريجين حديثًا بدوام كامل في مُختلف المهن (حوالي أربعة أشهر بعد تخرج هؤلاء)، شهد بعض الانخفاضات بين عامي 2012 و2015. فيما يلي بعض الأمثلة :
| مجال التعليم                 | 2012  | 2013  | 2014  | 2015  | نسبة التغير في الفترة 2012-2015 |
| ---------------------------- | ----- | ----- | ----- | ----- | ------------------------------- |
| طب الأسنان                   | 83.6٪ | 83.3٪ | 79.6٪ | 86.7٪ | +3.1%                           |
| علوم الكومبيوتر              | 74.7٪ | 70.3٪ | 67.2٪ | 67٪   | -7.7%                           |
| الهندسة المعمارية            | 63.9٪ | 60.0٪ | 57.8٪ | 70.2٪ | +6.3%                           |
| علم النفس                    | 63.1٪ | 56.1٪ | 52.1٪ | 55.2٪ | -7.9%                           |
| دراسات الأعمال               | 74.5٪ | 71.8٪ | 69.7٪ | 70.8٪ | -3.7%                           |
| هندسة الإلكترونيات/الكمبيوتر | 79.5٪ | 80.9٪ | 74.9٪ | 78.1٪ | -1.4%                           |
| الهندسة الميكانيكية          | 88.4٪ | 82.4٪ | 71.0٪ | 72.2٪ | -16.2%                          |
| علم المساحة                  | 93.0٪ | 86.5٪ | 83.9٪ | 90.7٪ | -2.3%                           |
| التمريض (الابتدائي)          | 92.2٪ | 83.1٪ | 80.5٪ | 79٪   | -13.2%                          |
| التمريض (بعد الابتدائي)      | 86.1٪ | 71.4٪ | 75.8٪ | 74.9٪ | -11.2%                          |
| الطب                         | 98.1٪ | 96.9٪ | 97.5٪ | 96.3٪ | -1.8%                           |
| مهن صحية أخرى                | 73.3٪ | 69.7٪ | 70.4٪ | 69.2٪ | -4.1%                           |
| التعليم (الابتدائي)          | 74.9٪ | 70.8٪ | 70٪   | 71.8٪ | -3.1%                           |
| التعليم (بعد الابتدائي)      | 58.8٪ | 71.4٪ | 69.2٪ | 72.7٪ | +13.9%                          |

أوضح مسح وظائف الخريجين لعام 2014 بأن "مسح ما بعد التخرج (BGS) الذي أجرته مُؤسسة (بالإنجليزية: Graduate Careers Australia)‏ يُشير إلى أن التوقعات على المدى المُتوسط والطويل هي إيجابية للغاية، وأن أرقام التوظيف لخريجي 2010 ستعرف نُموا بنسبة 14 نقطة مئوية بعد ثلاث سنوات." شمل مسح ما بعد التخرج لسنة 2013 ما مجموعه 12.384 شخصا. بينما شمل مسح وظائف الخريجين لعام 2014 ما مجموعه 113.263 شخص (أي بنسبة «59,3 بالمائة من أصل 191 ألف من الخريجين الأستراليين المُقيمين.»).
أعربت النقابات المهنية لبعض المهن في الجدول أعلاه في سنة 2014 عن انتقادها لسياسة الهجرة.

### معدلات البطالة حسب الولايات والأقاليم
| الترتيب | الولاية أو الإقليم       | مُعدل البطالة (نوفمبر 2020) |
| ------- | ------------------------ | -------------------------- |
| 1       | تسمانيا                  | 7.9٪                       |
| 2       | كوينزلاند                | 7.7٪                       |
| 3       | فيكتوريا                 | 7.1٪                       |
| 4       | نيو ساوث ويلز            | 6.5٪                       |
| 5       | غرب أستراليا             | 6.4٪                       |
| 6       | جنوب استراليا            | 6.2٪                       |
| 7       | الإقليم الشمالي          | 5.9٪                       |
| 8       | إقليم العاصمة الأسترالية | 4.0٪                       |

ملحوظة: جميع البيانات الواردة في الجدول أعلاه مُعدلة موسمياً.

## القطاعات

إجمالي أرباح التشغيل في جميع الصناعات منذ 1994 (مليون دولار/ربع)

### الصناعة

#### التعدين

موارد الطاقة الأسترالية وخريطة موانئ التصدير الرئيسية

في الفترة 2014-2015، بلغت قيمة المعادن المُستخرجة في أستراليا 212 مليار دولار أسترالي. يُمثل الفحم من هاته الأخيرة 45,869 مليون، بينما يُمثل النفط والغاز الطبيعي 40,369 مليون، أما خام الحديد فيُمثل 69,486 مليون، بينما خام الذهب يُمثل 13,685 مليون، وتُمثل المعادن الأخرى 7,903 ملايين.
يُستخرج الفحم بشكل رئيسي من كوينزلاند ونيو ساوث ويلز وفيكتوريا. تُصدر أستراليا 54 في المائة من كمية الفحم المُستخرجة، وتُعد دول شرق آسيا أهم الدول التي تستورد الفحم الأسترالي. في 2000-01، استُخرج من الفحم ما مجموعه 258,5 مليون طن، صُدر منها 193,6 مليون طن. يُوفر الفحم حوالي 85٪ من إنتاج الكهرباء في أستراليا. في السنة المالية 2008-09، استُخرج من الفحم ما مجموعه 487 مليون طن، صُدر منها 261 مليون طن.
تُعد أستراليا أكبر مُصدر للفحم في العالم، وتُعد شركتا التعدين الأسترالية ريو تينتو وبي إتش بي من بين أكبر الشركات في العالم.
يُعد منجم ريو تينتو للأرجيل في غرب أستراليا ثاني أكبر منجم للألماس في العالم. افتُتح هذا المنجم سنة 1983، وقد أنتج أكثر من 95 في المائة من الماس الأسترالي، منها بعض من أكثر الماسات الوردية والحمراء قيمة في العالم. من المُتوقع أن يُغلق منجم ريو تينتو في عام 2021، وذلك بسبب نضوب الخام في المنجم. ومن المتوقع كذلك أن يُؤدي هذا الإغلاق إلى خفض إنتاج أستراليا السنوي من الألماس من حوالي 14,2 مليون قيراط إلى 134,7 ألف قيراط.

#### التصنيع
انخفضت نسبة الصناعات التحويلية من الناتج المحلي الإجمالي في أستراليا من 30٪ في الستينيات من القرن العشرين إلى نسبة 12٪ من الناتج المحلي الإجمالي سنة 2007.
في 2008، أنتجت أربع شركات سيارات بكميات كبيرة في أستراليا. توقفت شركة ميتسوبيتشي أستراليا [الإنجليزية] عن الإنتاج في مارس 2008، تلتها شركة فورد أستراليا [الإنجليزية] في 2016، ثُم شركتا هولدن وتويوتا أستراليا [الإنجليزية] في 2017.
كان لدى أستراليا صناعة نسيج مُزدهرة إلى غاية تحرير التجارة في مُنتصف الثمانينيات من القرن العشرين. استمر هذا التدهور خلال العقد الأول من القرن الحادي والعشرين. منذ الثمانينيات، خُفضت التعريفات بشكل مطرد، حيث في أوائل سنة 2010، خُفضت الرسوم الجمركية على الملابس من 17,5 في المائة إلى 10 في المائة، وعلى الأحذية والمنسوجات الأخرى من ما بين 7,5 و10 في المائة إلى 5 في المائة. في 2010، أصبحت غالبية الصناعات النسيجية، حتى من قبل الشركات الأسترالية، تتم في بعض الدول الآسيوية.

إجمالي اليد العاملة الأسترالية في صناعة المنسوجات والملابس والأحذية (بآلاف الأشخاص) مُنذ عام 1984.

#### الزراعة
في سنة 2019، شكلت القيمة المُضافة لقطاعات الزراعة وصيد الأسماك والغابات مُجتمعة ما يقرب من 2,1 في المائة من الناتج المحلي الإجمالي لأستراليا. تُصدر أستراليا إلى الخارج ما نسبته 60 في المائة من المُنتجات الزراعية. يُعتبر الري مُمارسة مُهمة وواسعة الانتشار في بلد تعرف أجزاء كثيرة منه كميات قليلة من الأمطار. خلال الفترة من 2013 إلى 2015، كانت الزراعة والحراجة وصيد الأسماك ثاني أقوى صناعة في أستراليا، كما نما عدد اليد العاملة التي يُشغلها هذا القطاع من 295.495 في فبراير 2013 إلى 325.321 في فبراير 2015.

### الخدمات
تُعرف الوظائف المُتعلقة بتكنولوجيا المعلومات (مثل تصميم وهندسة أنظمة الكمبيوتر) على أنها خدمات مهنية وعلمية وتقنية من قبل وزارة التعليم والتوظيف وعلاقات مكان العمل الأسترالية. توجد في الغالب فرص عمل في مجال تكنولوجيا المعلومات في عواصم الولايات في أستراليا.

#### المالية
تُعتبر بنوك بنك أستراليا الوطني وبنك الكومونولث ومجموعة أستراليا ونيوزيلندا المصرفية المحدودة وبنك ويستباك «البنوك الأربعة الكبرى» في أستراليا. صُنفت هاته البنوك الأربعة ضمن قائمة «البنوك الخمسين الأكثر أمانًا في العالم» في أبريل 2012.
بين عامي 1991 و2013، تمت في أستراليا 36.720 عملية اندماج واستحواذ بقيمة إجمالية بلغت 2.040 مليار دولار أمريكي، وذلك بمُشاركة الشركات الأسترالية. في 2013، بلغ عدد المُعاملات 1.515 مُعاملة بقيمة 78 مليار دولار أمريكي، أي بانخفاض من حيث الأرقام بنسبة 18٪ ومن حيث القيمة بنسبة 11٪ مُقارنة مع سنة 2012. كانت أكبر صفقة استحواذ أو اندماج تضمنت شركات أسترالية هي استحواذ شركة ويست فارمرز على مجموعة كولز [الإنجليزية] في سنة 2007، في صفقة إجمالية بلغت 22 مليار دولار أسترالي.

#### السياحة

عدد الوافدين على المدى القصير إلى أستراليا منذ سنة 1991. يرجع الانخفاض الكبير في عدد الوافدين في عام 2020 إلى انتشار جائحة فيروس كورونا.

خلال السنة المالية 2017/18، شكلت مداخيل قطاع السياحة في أستراليا 3,1٪ من الناتج المحلي الإجمالي للبلاد، وقد بلغت هاته المداخيل 57,2  مليار دولار أسترالي. تُعد السياحة الداخلية مُكونا مُهما من مداخيل قطاع السياحة، حيث تُمثل 73٪ من إجمالي مُساهمات قطاع السياحة في الناتج المحلي الإجمالي لأستراليا.
في سنة 2018، زار أستراليا 9,3 مليون زائر. وفرت السياحة خلال 2017-18 ما مجموعه 646 ألف منصب شغل في أستراليا، بما يُمثل نسبة 5.2٪ من اليد العاملة في البلاد. يُشكل العاملون بدوام جُزئي في المهام المُرتبطة بقطاع السياحة ما نسبته 43,7٪. ساهمت السياحة أيضا بنسبة 8,0٪ من إجمالي عائدات الصادرات الأسترالية في 2010-2011.

#### وسائل الإعلام
في سنة 2018، احتلت أستراليا المرتبة 19 من بين 180 دولة في مجال حُرية الصحافة. تُعد الصناعة الإعلامية في أستراليا صناعة قوية، كما تُعد شركتا ناين للترفيه [الإنجليزية] ونيوز كورب أستراليا [الإنجليزية] من أكبر الشركات الإعلامية في البلاد.

#### التعليم
يُعد الحضور إلى المدرسة في أستراليا أمرا إلزاميا، خُصوصا خلال الفترة العُمرية من 5 سنوات إلى 16 سنة تقريبًا (على الرغم من أن هذا الأمر يختلف بين كل ولاية وإقليم). قُدر مُعدل إلمام المُواطنين الأستراليين البالغين بالقراءة والكتابة بنسبة 99٪ سنة 2003.
في برنامج تقييم الطلاب الدوليين، تأتي أستراليا بانتظام بين الخمسة الأوائل من بين ثلاثين دولة كبرى ومُتقدمة (الدول الأعضاء في منظمة التعاون الاقتصادي والتنمية). في سنة 2018، كان عدد الطلبة الأجانب في البلاد يبلُغ 525.054 طالبًا دوليًا، ويُشكل هؤلاء سوقا اقتصادية تبلُغ 32,2 مليار دولار أسترالي.
حلّت أستراليا في المركز 24 في مؤشر الابتكار العالمي عام 2023، وتقدّمت للمركز 23 في مؤشر عام 2024.

## البنيات التحتية

### النقل والمواصلات
تتواجد العديد من وسائل وطُرق التنقل في أستراليا. تعتمد أستراليا بشكل كبير على النقل البري، كما أن هناك أكثر من 300 مطار ذات مدارج مُعبدة في البلاد، إضافة إلى النقل السككي، حيث يتنقل المُسافرون باستخدام القطارات عبر شبكات نقل واسعة في العواصم الكبرى مع شبكات محدودة بين المُدن وبين الولايات. يعتمد قطاع التعدين الأسترالي على السكك الحديدية لنقل مُنتجاته إلى الموانئ الأسترالية للتصدير.

محطات الطاقة المُتجددة في أستراليا

### الطاقة
يعتمد الاقتصاد الأسترالي على استيراد النفط الخام والمُنتجات البترولية، ويبلغ هذا الاعتماد حوالي 80٪.

## الأداء التجاري والاقتصادي
في النصف الثاني من القرن العشرين، انتقلت التجارة الأسترالية بشكل كبير من أسواق أوروبا وأمريكا الشمالية إلى أسواق اليابان ودُول شرق آسيا الأخرى.
في أواخر القرن التاسع عشر، انعكست القوة الاقتصادية لأستراليا مقارنة ببقية دول العالم على الناتج المحلي الإجمالي للبلاد. في عام 1870، كان لدى أستراليا أعلى نصيب للفرد من الناتج المحلي الإجمالي في العالم، وذلك بفضل النمو الاقتصادي الذي يستفيد بشكل أساسي من الموارد الطبيعية للبلاد. مع ذلك، ومع نمو عدد سكان أستراليا بسُرعة خلال القرن العشرين، انخفض نصيب الفرد من الناتج المحلي الإجمالي مُقارنة ببُلدان مثل الولايات المتحدة والنرويج. إلا أن أداء الاقتصاد الأسترالي كان أفضل من الناحية الاسمية من الاقتصادات الأخرى في مُنظمة التعاون الاقتصادي والتنمية، وقد دعم هذا الأداء النمو الاقتصادي للبلاد لأكثر من 20 سنة متتالية. وفقًا لبنك الاحتياطي الأسترالي، فإن نمو نصيب الفرد من الناتج المحلي الإجمالي الأسترالي أعلى من نُمو نيوزيلندا والولايات المتحدة وكندا وهولندا. تأثر الأداء السابق للاقتصاد الأسترالي بشدة بالنمو الاقتصادي لدُول الولايات المُتحدة واليابان والصين.

### الدين الوطني الأسترالي
تجاوز صافي الدين الخارجي لأستراليا تريليون دولار في أبريل 2017، وقد أتى هذا الأمر نتيجة عجز الحساب الجاري في البلاد. على الرغم من أن هذا العجز قد تقلص خلال العقد الماضي بسبب الزيادة في صافي تجارة البضائع، إلا أن هذا التأثير لم يلبث أن تأثر هُو كذلك ولو جُزئيًا بعودة ديون الحكومة الأسترالية. كان صافي الدين الاتحادي في الميزانية الاتحادية الأسترالية لموسم 2016-2017 هُو 326 مليار دولار، 60٪ منها ديون مُستحقة للأجانب. تراكم هذا الدين بشكل أساسي نتيجة تسجيل عجز في الميزانية على مدى عشر سنوات مُتتالية، حيث كان لدى أستراليا صافي ديون حكومية سلبية قبل عقد من الزمان في السنة المالية 2006-2007.

### الاستثمارات الصينية
تُصدر أستراليا إلى الصين صادرات كبيرة من خام الحديد والصوف والمواد الخام الأخرى، ويدرس أكثر من 120 ألف طالب صيني في المدارس والجامعات الأسترالية. تُعد الصين أكبر مُشتر للديون الأسترالية. في سنة 2009، قدمت الشركات الصينية المملوكة للدولة عروضًا لاستثمار 22 مليار دولار في صناعة استخراج الموارد الطبيعية الأسترالية.
من المُحتمل أن تُمهد اتفاقية التجارة الحرة بين الصين وأستراليا التي وُقعت في نوفمبر 2014، الطريق أمام زيادة الاستثمارات الصينية بشكل كبير خُصوصا في قطاعات الزراعة والخدمات.
شجع برنامج تأشيرة المُستثمر الخاص الأسترالية الذي قُدم في عام 2012 من جذب الاستثمارات الصينية إلى البلاد. يتتبع برنامج التأشيرات هذا التأشيرات بسُرعة ويُخفف من مُتطلبات الإقامة للحُصول على تأشيرة دائمة بالنسبة للمُستثمرين الذين أبدوا استعدادهم لاستثمار أكثر من خمسة ملايين دولار أسترالي في سندات حكومية أو بنيات تحتية مُحددة أو على شكل استثمارات عقارية. بدأ الأثرياء الصينيون المُهتمون بالاستثمارات المُباشرة في التطلع إلى أستراليا بعد أن بدأت كندا في تقليص برنامج تأشيرة المُستثمر الخاصة بها في عام 2012، وبعد أن ألغت برنامج تأشيرة المُستثمر هذا في عام 2014. في أوائل عام 2014، مُنحت تأشيرة المُستثمر الخاص الأسترالية لأزيد من 65 مليونيرًا مُعظمهم من الصين، وقد جلب هؤلاء أكثر من 440 مليون دولار إلى البلاد. بحلول عام 2017، كان ما يقرب من 90٪ من أكثر من 1300 أجنبي استخدموا برنامج تأشيرة المُستثمر الخاص الأسترالية من الصين. لدى أستراليا أيضًا برنامج تأشيرة مُستثمر باستثمار مطلوب قدره مليون دولار أسترالي ولكن تتخلله مجموعة من القيود وفترة زمنية أطول للحصول على تأشيرة دائمة.
في سنة 2017، أُفيد بأن أستراليا هي الوجهة الثالثة الأكثر شعبية لدى الأثرياء الصينيين لاستثمار ثرواتهم في الخارج، وذلك بعد كُل من هونغ كونغ والولايات المتحدة بنسبة 18٪ و3٪ على التوالي، كما ازدادت مُعدلات الثروة الخاصة الصينية التي تتدفق إلى أستراليا بنسبة 7 ٪. كانت الهجرة أحد أهم ثلاثة أسباب للاستثمارات الصينية في الخارج.
في عام 2018، أفاد استطلاع أجراه معهد لوي [الإنجليزية] بأن هناك ارتفاعا حادا في نسبة السكان الأستراليين الذين يرون بأن الحكومة الأسترالية «تسمح بقدوم استثمارات كبيرة جدًا من الصين». وقد ارتفع هذا الرقم من 56 في المائة في سنة 2014 إلى 72 في المائة سنة 2018.

### الاتفاقات التجارية
| اتفاقيات للتجارة الحرة سارية المفعول حاليا - اتفاقية التجارة الحرة مع نيوزيلندا (اعتبارًا من يناير 1983) - اتفاقية التجارة الحرة مع سنغافورة (اعتبارًا من يوليو 2003) - اتفاقية التجارة الحرة مع الولايات المتحدة (اعتبارًا من يناير 2005) - اتفاقية التجارة الحرة مع تايلاند (اعتبارًا من يناير 2005) - اتفاقية التجارة الحرة مع تشيلي (اعتبارًا من مارس 2009) - اتفاقية التجارة الحرة مع دُول الآسيان ونيوزيلندا (اعتبارًا من يناير 2010) - اتفاقية التجارة الحرة مع ماليزيا (اعتبارًا من يناير 2013) - اتفاقية التجارة الحرة مع كوريا الجنوبية (اعتبارًا من ديسمبر 2014) - اتفاقية التجارة الحرة مع اليابان (اعتبارًا من يناير 2015) - اتفاقية التجارة الحرة مع الصين (شافتا) (اعتبارًا من ديسمبر 2015) - اتفاقية التجارة الحرة مع إندونيسيا (اعتبارًا من يناير 2020) | مفاوضات من أجل اتفاقية للتجارة الحرة - اتفاقية التجارة الحرة مع دول مجلس التعاون الخليجي (بدأت المُفاوضات مُنذ 2007) - اتفاقية التجارة الحرة مع الدُول الأطراف في اتفاقية المُحيط الهادئ بشأن توثيق العلاقات الاقتصادية (بدأت المُفاوضات مُنذ 2009) - اتفاقية التجارة الحرة مع الاتحاد الأوروبي (بدأت المُفاوضات مُنذ 2018) - اتفاقية التجارة الحرة مع الهند (بدأت المُفاوضات مُنذ 2011) - اتفاقية التجارة الحرة مع الدُول الأطراف في اتفاقية الشراكة الاقتصادية الإقليمية الشاملة (بدأت المُفاوضات مُنذ 2012) - اتفاقية التجارة الحرة مع الدُول الأطراف في اتفاقية التجارة في الخدمات (المُفاوضات جارية) - اتفاقية التجارة الحرة مع الدُول الأطراف في اتفاقية الشراكة الاقتصادية الاستراتيجية عبر المحيط الهادئ (انتهت المفاوضات في أكتوبر 2015، ولم تدخل حيز التنفيذ بعد) |

### ميزان مدفوعات أستراليا

الحساب الجاري لأستراليا (بملايين الدولارات) منذ عام 1959

الحساب الجاري لأستراليا كنسبة من الناتج المحلي الإجمالي منذ عام 1959

عانى الاقتصاد الأسترالي من عجز كبير في الحساب الجاري لأكثر من 50 عامًا. تُعد قاعدة الصادرات الأسترالية من بين العوامل التي تُقوض ميزان المدفوعات، وذلك باعتبارها شديدة التأثر بالتقلبات في أسعار السلع الأساسية. بالإضافة إلى ذلك، ونظرًا للتُراث الاستعماري، فإن الكثير من الشركات العاملة في أستراليا مملوكة لأجانب، ونتيجة لذلك، فإن صافي دخل أستراليا بينها وبين بقية دول العالم يكون دائمًا سلبيًا، مما ينتُج عنه عجز مستمر في الحساب الجاري حتى عندما يكون هناك تصدير إيجابي.
بالاعتماد على السلع الأساسية، سعت الحُكومة الأسترالية إلى إعادة تطوير قطاع التصنيع الأسترالي. ساعدت هذه المُبادرة والتي تُعرف أيضًا باسم إصلاح الاقتصاد الجزئي، ساعدت التصنيع الأسترالي على النمو من 10,1٪ خلال الفترة 1983-1984 إلى 17.8٪ خلال الفترة 2003-2004.
توجد عوامل أخرى ساهمت في الارتفاع الشديد في عجز الحساب الجاري في أستراليا مثل الافتقار إلى القدرة على التنافسية الدولية.

### الثروة الشخصية
وفقًا لتقرير لكريدي سويس حول الثروة العالمية صدر سنة 2011، تضاعفت الثروة الشخصية لكُل شخص بالغ في أستراليا أربع مرات خلال عقد 2000، وبلغ إجمالي هاته الثروات 6,4 تريليون دولار أمريكي. في التقرير أيضا، كانت أستراليا ثاني أغنى دولة في العالم على أساس مُتوسط الثروة لكل شخص بالغ بعد سويسرا، وذلك بمُتوسط ثروة بلغ 222 ألف دولار أمريكي، كما كانت نسبة السكان الذين تزيد ثروتهم عن 100 ألف دولار أمريكي تُشكل ثمانية أضعاف المُتوسط العالمي. يعود الفضل في هذا الأمر بشكل أساسي إلى مرونة الدولار الأسترالي وقُوة سوق العمل في أستراليا. بالمُقارنة مع بقية دول العالم، كان عدد الأستراليين الذين يقل صافي ثروتهم عن أقل من ألف دولار أمريكي قليلا جدا، وهو الأمر الذي يُعزى إلى الانخفاض النسبي في ديون بطاقات الائتمان وقروض الطلاب. في سنة 2013، وفي تقرير لكريدي سويس أيضا، احتفظت أستراليا بمكانتها في المرتبة الثانية عالميا من حيث مُتوسط الثروة لكُل شخص بالغ، بمُتوسط ثروة بلغ 403 آلاف دولار أمريكي، وهي نفس المرتبة التي احتلتها أستراليا في سنة 2012. بالرغم من ذلك، ازداد مُعدل الفقر في البلاد من 10,2٪ في الفترة 2000-2001 إلى 11,8٪ وقت صدور تقرير سنة 2013 عن الثروة العالمية.

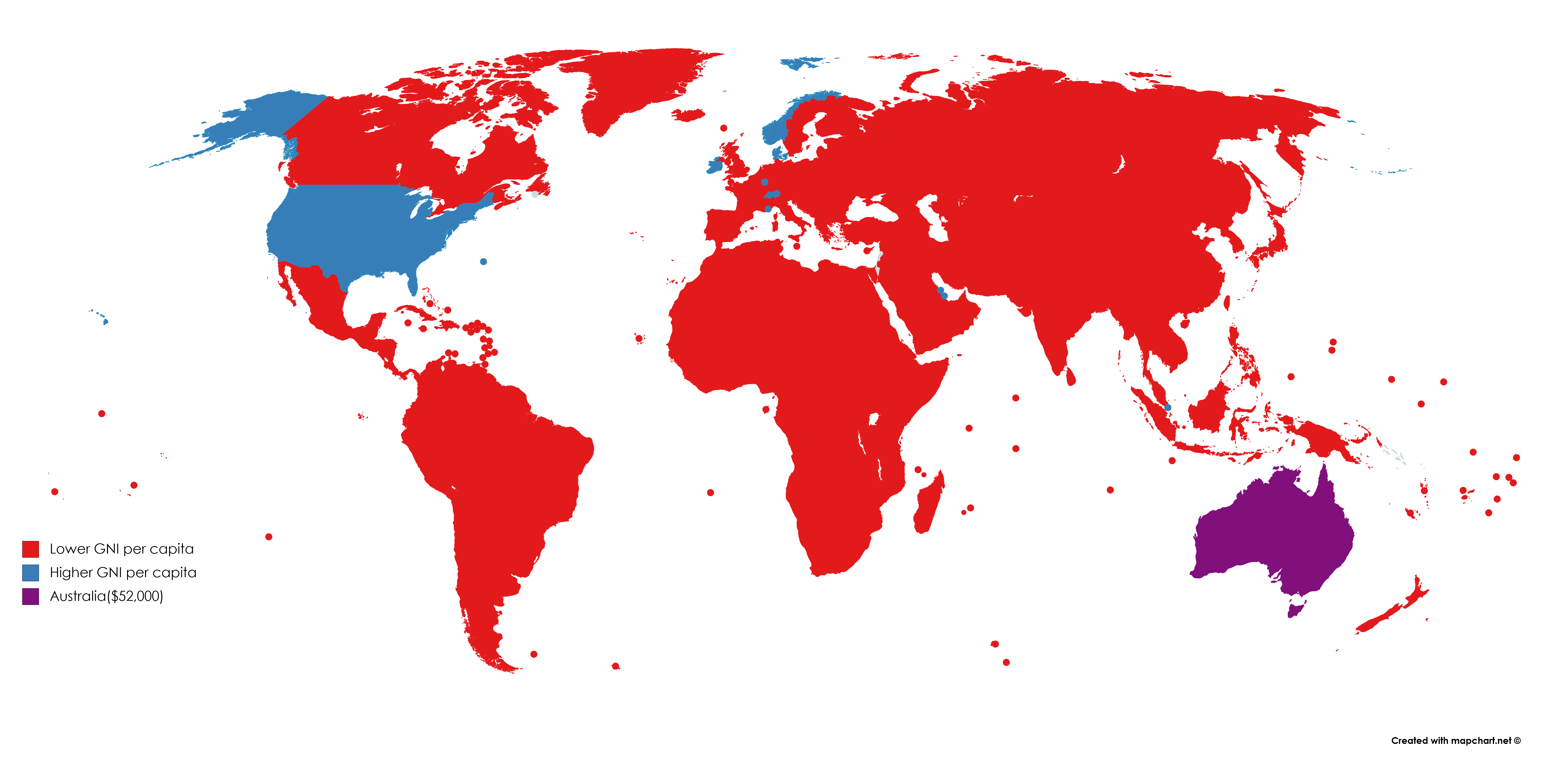
نصيب الفرد من الدخل القومي الإجمالي في عام 2015

على الرغم من التباطؤ الاقتصادي، إلا أنه في تقرير الثروة العالمية لبنك كريدي سويس لسنة 2014، استمرت أستراليا في امتلاكها ثاني أعلى مُتوسط ثروة لكل شخص بالغ، وذلك بمُتوسط ثروة بلغ 430.800 دولار أمريكي، وثروة إجمالية قدرها 7,2 تريليون دولار أمريكي. بلغ مُتوسط الأصول الحقيقية 319.700 دولار أمريكي، لتكون بذلك أستراليا صاحبة ثاني أعلى مُتوسط أصول حقيقية في العالم بعد النرويج، وتُشكل هاته الأصول 60٪ من إجمالي أصول الممتلكات. أوضح التقرير أيضا أن هذا الأمر يعكس جزئياً توفر الأراضي والموارد الطبيعية بشكل كبير مقارنة بالسكان، وكذلك ارتفاع أسعار العقارات في المناطق الحضرية. كما كانت نسبة الأستراليين الذين يقل صافي ثروتهم عن 10 آلاف دولار أمريكي في حدود 6٪ من مجموع السكان، مُقارنة بـ 29٪ في الولايات المتحدة مثلا و70٪ في العالم ككل. يُشكل مُتوسط الدين نسبة 20٪ من إجمالي الأصول. كانت نسبة الأشخاص الذين تزيد ثرواتهم عن 100 ألف دولار أمريكي في أستراليا هي الأعلى في العالم، وقد شكلت ثمانية أضعاف المُتوسط العالمي. كانت أستراليا تضُم 3.8٪ من أعلى 1٪ من الأثرياء في العالم، بينما تضُم 0.4٪ من مجموع السكان البالغين في العالم. في سنة 2016، استمرت أستراليا في كونها ثاني أغنى دولة من حيث مُتوسط الثروة لكُل شخص بالغ.
في سنة 2017، كانت أستراليا وجهة المليونيرات الأولى في العالم، مُتفوقة على الولايات المتحدة للعام الثاني على التوالي. انتقل ما يُقدر بنحو 11 ألف مليونير إلى أستراليا في سنة 2016، مُقارنة بعشرة آلاف مليونير انتقلوا إلى الولايات المتحدة. كانت أستراليا وجهة جذابة بشكل خاص لدى المليونيرات الصينيين، وذلك بسبب قُربها النسبي وبيئتها النظيفة واستقرارها السياسي والاقتصادي وتوفرها على برامج تأشيرات المُستثمرين. يُعد توفر مدارس عليا جيدة في الخارج السبب الرئيسي وراء مُغادرة المليونيرات للصين، وذلك لكون هاته المدارس ستمنح أطفالهم تعليماً أفضل وعلاقات مهنية أحسن.

### عمليات الاندماج والاستحواذ
أُبرمت ما مجموعها 43150 صفقة اندماج واستحواذ في جميع أنحاء أستراليا حتى الآن، بقيمة إجمالية بلغت 2,554 مليار دولار أمريكي. ارتفع عدد هاته الصفقات بشكل أساسي بين عامي 1989 و2007. في عام 2007، أُبرم ما مجموعه 3100 صفقة، وهُو عدد أكبر من العدد الذي سُجل في سنة 2017 بما يقرب من 60٪، وسنة 2017 هي السنة التي سُجل فيها أدنى عدد من الصفقات حاليا. تستثمر الشركات الأسترالية بشكل خاص في مجالات المعادن والتعدين، وتُشكل هاته الاستثمارات نسبة 15٪ من جميع صفقات الشركات الأسترالية في دول أجنبية، بينما تأتي صناعة النفط والغاز في المرتبة الثانية بنسبة 6.4٪ فقط.
فيما يلي قائمة بأهم 10 صفقات اندماج أو استحواذ في أستراليا:
| التاريخ        | اسم الشركة المُستحوذة | ميدان الاشتغال              | دولة الشركة المُستحوذة | اسم الشركة الهدف           | ميدان الاشتغال             | دولة الشركة المستهدفة | قيمة الصفقة (مليار دولار) |
| 12 مايو 2008   | ويستباك بانكينغ كورب | المصارف                     | أستراليا              | سانت جورج بانك المحدودة    | المصارف                    | أستراليا              | 17.932,98                 |
| 2 يوليو 2007   | ويستفارمرز المحدودة  | الأغذية والمشروبات بالجملة  | أستراليا              | كولز غروب المحدودة         | الأغذية والمشروبات بالجملة | أستراليا              | 15.287,79                 |
| 16 أكتوبر 2006 | كيمبل واتر المحدودة  | الاستثمارات المالية البديلة | أستراليا              | ثايمز واتر بي إل سي        | إدارة المياه والنفايات     | المملكة المتحدة       | 14.888,80                 |
| 27 أكتوبر 2006 | سيميكس ساب           | مواد البناء                 | المكسيك               | رينكر غروب المحدودة        | مواد البناء                | أستراليا              | 14.247,73                 |
| 20 أكتوبر 2016 | مجموعة المستثمر      | الاستثمارات المالية البديلة | أستراليا              | أوسغريد بي تي واي المحدودة | الطاقة                     | أستراليا              | 12.499,92                 |
| 19 مارس 2001   | بي إتش بي المحدودة   | المعادن والتعدين            | أستراليا              | بيليتون بي إل سي           | المعادن والتعدين           | المملكة المتحدة       | 11.510,99                 |
| 21 يونيو 2011  | ساب ميلر إنفيستمنتس  | الاستثمارات المالية البديلة | أستراليا              | فوستر غروب المحدودة        | الأغذية والمشروبات         | أستراليا              | 10.792,76                 |
| 6 ديسمبر 1996  | مُستثمرون             | الاستثمارات المالية البديلة | أستراليا              | تيلسترا كورب المحدودة      | خدمات الاتصالات            | أستراليا              | 9.976,59                  |
| 2 نوفمبر 2010  | مُستثمرون             | الاستثمارات المالية البديلة | أستراليا              | ويستفيلد غروب آسيتس        | العقارات                   | أستراليا              | 9.482,42                  |

## السياسة
شكل الائتلاف بين الحزب الليبرالي والحزب الوطني وأسلافه (تيار اليمين) وحزب العمال (تيار اليسار) أساس كل حكومة أسترالية مُنذ قيام الاتحاد، ولا تزال هاته القوى تُمثل القوى الرئيسية في نظام الحزبين الذي تعمل أستراليا بموجبه.

## الفقر
في سنة 2020، أصدر المجلس الأسترالي للخدمة الاجتماعية [الإنجليزية] تقريرًا كشف فيه بأن مُعدلات الفقر في أستراليا في منحى تصاعدي، وأن ما يُقدر بـ 3,2 مليون شخص، أو ما نسبته 13.6٪ من إجمالي عدد السكان، يعيشون تحت خط الفقر المُتعارف عليه دوليًا بنسبة 50٪ من مُتوسط دخل البلد. كما قدر المجلس بأن هُناك 774 ألف طفل دون سن 15 عامًا (ما نسبته حوالي 17.7٪) يُعانون من الفقر.

## التشرد
حسب إحصاء سنة 2011، كان هناك في أستراليا ما مجموعه 105.237 شخصًا يُعانون من التشرد، وهُو الرقم الذي يُعادل 1 من كل 200 أسترالي. يُمثل هذا الرقم زيادة بنسبة 17٪ عن ما سُجل في تعداد سنة 2006، مع زيادة مُعدل التشرد من 45 لكل 10 آلاف نسمة إلى 49 لكل 10 آلاف نسمة.
قفز عدد الأشخاص الذين لا مأوى لهم في أستراليا بأكثر من 14 ألف فرد، أو بنسبة 14 في المائة، خلال الفترة من سنة 2011 إلى سنة 2016، وفقًا لبيانات التعداد السكاني لسنة 2016. أورد مكتب الإحصاء الأسترالي بأن 116 ألف شخص كانوا بلا مأوى في ليلة التعداد الذي أُجري سنة 2016، أي أن ما يُمثل 50 شخصًا لكُل 10 آلاف نسمة كانوا بلا مأوى.

## وصلات خارجية
- الموقع الرسمي لمكتب الإحصاءات الأسترالي
- الموقع الرسمي لوزارة المالية الأسترالية
- صفحة أستراليا على موقع منظمة التعاون الاقتصادي والتنمية الرسمي